# ウィズデン・リーディング・クリケッター・イン・ザ・ワールド
ウィズデン・リーディング・クリケッター・イン・ザ・ワールド（英: Wisden Leading Cricketer in the World ）は、クリケットのバイブルとして知られるウィズデン・クリケッターズ・アルマナック（クリケット年鑑）が2004年に創設したクリケットの世界年間最優秀選手に贈られる賞である 。前年度が評価対象であり、初受賞者は2003年のリッキー・ポンティングである。2007年に過去の世界年間最優秀選手（1990年 - 2002年）が発表された。

## 歴代受賞者

### Actual winners（2003 - ）
| 年度 | 受賞者                   | チーム           |
| ---- | ------------------------ | ---------------- |
| 2003 | リッキー・ポンティング   | オーストラリア   |
| 2004 | シェーン・ウォーン       | オーストラリア   |
| 2005 | アンドリュー・フリントフ | イングランド     |
| 2006 | ムティア・ムラリタラン   | スリランカ       |
| 2007 | ジャック・カリス         | 南アフリカ共和国 |
| 2008 | ヴィレンダー・セーワグ   | インド           |
| 2009 | ヴィレンダー・セーワグ   | インド           |
| 2010 | サチン・テンドルカール   | インド           |
| 2011 | クマール・サンガッカラ   | スリランカ       |
| 2012 | マイケル・クラーク       | オーストラリア   |
| 2013 | デール・ステイン         | 南アフリカ共和国 |
| 2014 | クマール・サンガッカラ   | スリランカ       |
| 2015 | ケイン・ウィリアムソン   | ニュージーランド |
| 2016 | ヴィラット・コーリ       | インド           |
| 2017 | ヴィラット・コーリ       | インド           |
| 2018 | ヴィラット・コーリ       | インド           |
| 2019 | ベン・ストークス         | イングランド     |